# Joel Fearon
Joel Israel Fearon (ur. 11 października 1988 w Coventry) – brytyjski bobsleista, brązowy medalista olimpijski.
W 2014 roku wystąpił na igrzyskach olimpijskich w Soczi, gdzie wspólnie z Johnem Jamesem Jacksonem, Bruce'em Taskerem i Stuartem Bensonem wywalczył brązowy medal w czwórkach. Pierwotnie Brytyjczycy zajęli piąte miejsce, jednak po dyskwalifikacji dwóch drużyn rosyjskich w 2017 roku przyznano im brązowe medale. W tym samym roku Brytyjczycy w tym składzie zdobyli też srebrny medal na mistrzostwach Europy w Königsee. Na rozgrywanych cztery lata później igrzyskach olimpijskich w Pjongczangu był dwunasty w dwójkach  i siedemnasty w rywalizacji czwórek.
Jego szwagrem jest James Dasaolu.